# Xanthorhoe brunneofasciata
Xanthorhoe brunneofasciata là một loài bướm đêm trong họ Geometridae.